# Assemblea parlamentare della NATO
L'assemblea parlamentare della NATO è un'organizzazione internazionale che svolge una funzione di raccordo fra l'Organizzazione del Trattato dell'Atlantico del Nord e i parlamenti nazionali dei paesi membri. Non è istituzionalmente un organo della NATO benché ne sia una struttura parallela, ed è formata da legislatori dei parlamenti dei Paesi membri integrati da quelli di vari paesi associati: il suo scopo è quello di riunire deputati dei paesi NATO per discutere di temi relativi alla sicurezza e alla difesa.
L'assemblea è composta da 281 membri componenti dai parlamenti dei 32 Paesi membri della NATO.

## Storia
Non prevista dal Trattato Nord Atlantico del 1949, è nata come Conferenza interparlamentare, che si è riunita la prima volta il 18 luglio 1955, a Parigi, su impulso di Hastings Lionel Ismay, segretario generale della NATO. Nel 1966 ha cambiato nome in Assemblea parlamentare dell'Atlantico del Nord. Nel giugno 1999 ha infine assunto il nome attuale: Assemblea parlamentare della NATO.

## Presidenti
- Wishart McLea Robertson (1955-1956)
- Wayne Hays (1956-1957)
- Johannes Josephus Fens (1957-1959)
- Antoine Béthouart (1959-1960)
- Nils Langhelle (1960-1961)
- Pietro Micara (1961-1962)
- Lord Crathorne (1962-1963)
- Georg Kliesing (1963-1964)
- Henri Moreau de Melen (1964-1965)
- José Soares da Fonseca (1965-1966)
- Jean-Eudes Dubé (1966-1967)
- Matthías Árni Mathiesen (1967-1968)
- Kasım Gülek (1968-1969)
- Wayne Hays (1969-1970)
- Romain Fandel (1970-1971)
- Terrence Murphy (1971-1972)
- John Peel (1972-1973)
- Knud Damgaard (1973-1975)
- Wayne Hays (1975-1977)
- Sir Geoffrey de Freitas (1977-1979)
- Paul Thyness (1979-1980)
- Jack Brooks (1980-1982)
- Peter Corterier (1982-1983)
- Sir Patrick Wall (1983-1985)
- Charles McCurdy Mathias, Jr. (1985-1986)
- Ton Frinking (1986-1988)
- Sir Patrick Duffy (1988-1990)
- Charlie Rose (1990-1992)
- Loïc Bouvard (1992-1994)
- Karsten Voigt (1994-1996)
- William V. Roth, Jr. (1996-1998)
- Javier Ruperez (1998-2000)
- Rafael Estrella (2000-2002)
- Doug Bereuter (2002-2004)
- Pierre Lellouche (2004-2006)
- Bert Koenders (2006-2007)
- José Lello (2007-2008)
- John S. Tanner (2008-2010)
- Karl A. Lamers (2010-2012)
- Sir Hugh Bayley (2012-2014)
- Michael R. Turner (2014-2016)
- Paolo Alli (2016-2018)
- Rasa Jukneviciene (2018)
- Madeleine Moon (2018-2019)
- Attila Mesterhazy (2019-2020)
- Gerald Connolly (2020-2022)
- Joëlle Garriaud-Maylam (2022-2023)
- Michał Szczerba (2023-2024)
- Marcos Perestrello (2024-in carica)

## Delegazione italiana attuale (2023-)
|  |                                       | Inizio incarico | Partito  |  |
|  | ------------------------------------- | --------------- | -------- |  |
|  | Giangiacomo Calovini                  | 4 maggio 2023   | FdI      |  |
|  | Giulio Tremonti                       | 4 maggio 2023   | FdI      |  |
|  | Michele Barcaiuolo                    | 4 maggio 2023   | FdI      |  |
|  | Paolo Marcheschi                      | 4 maggio 2023   | FdI      |  |
|  | Fausto Orsomarso                      | 4 maggio 2023   | FdI      |  |
|  | Andrea Crippa                         | 4 maggio 2023   | Lega     |  |
|  | Paolo Formentini                      | 4 maggio 2023   | Lega     |  |
|  | Stefano Borghesi                      | 4 maggio 2023   | Lega     |  |
|  | Andrea Orsini                         | 4 maggio 2023   | FI - PPE |  |
|  | Adriano Paroli                        | 4 maggio 2023   | FI - PPE |  |
|  | Lorenzo Cesa (Presidente delegazione) | 4 maggio 2023   | NM       |  |
|  | Luciano Cantone                       | 4 maggio 2023   | M5S      |  |
|  | Maria Domenica Castellone             | 4 maggio 2023   | M5S      |  |
|  | Nicola Carè                           | 4 maggio 2023   | PD - IDP |  |
|  | Alberto Losacco                       | 4 maggio 2023   | PD - IDP |  |
|  | Simona Malpezzi                       | 4 maggio 2023   | PD - IDP |  |
|  | Matteo Richetti                       | 4 maggio 2023   | IV - Az  |  |
|  | Giuseppe De Cristofaro                | 4 maggio 2023   | Misto    |  |